# Gaëtan Bong
Thomas Gaëtan Bong Songo (Sakbayeme, Camerún, 25 de abril de 1988) es un futbolista camerunés naturalizado francés que juega como defensa.

## Trayectoria
Bong comenzó su carrera en el F. C. Metz y fue cedido para la temporada 2008-09 al Tours F. C. El 29 de julio de 2009, que en ese entonces tenía 21 años, había dejado el F. C. Metz para firmar un contrato por cuatro años con el Valenciennes F. C. En 2013, fichó por el Olympiacos F. C. de Grecia. En 2015 se incorporó al Wigan Athletic F. C. de Inglaterra y a mediados del mismo año fichó por el Brighton & Hove Albion. Tras cuatro años y medio en el club, el 30 de enero de 2020 firmó hasta junio de 2022 con el Nottingham Forest. Llegado ese momento se marchó al expirar su contrato y no ser renovado.

## Selección nacional
Fue internacional con la Francia sub-21, pero a la hora de jugar en una selección mayor, optó por Camerún, con la cual disputó la Copa del Mundo de 2010 en Sudáfrica.

### Participaciones en Copas del Mundo
| Mundial                        | Sede      | Resultado      | Partidos | Goles |
| ------------------------------ | --------- | -------------- | -------- | ----- |
| Copa Mundial de Fútbol de 2010 | Sudáfrica | Fase de grupos | 1        | 0     |

### Participaciones en Copas Africanas
| Copa                           | Sede   | Resultado        | Partidos | Goles |
| ------------------------------ | ------ | ---------------- | -------- | ----- |
| Copa Africana de Naciones 2019 | Egipto | Octavos de final | 1        | 0     |

## Clubes
| Club                         | País       | Año       |
| ---------------------------- | ---------- | --------- |
| F. C. Metz                   | Francia    | 2006-2009 |
| Tours F. C. (cedido)         | Francia    | 2008-2009 |
| Valenciennes F. C.           | Francia    | 2009-2013 |
| Olympiacos F. C.             | Grecia     | 2013-2015 |
| Wigan Athletic F. C.         | Inglaterra | 2015      |
| Brighton & Hove Albion F. C. | Inglaterra | 2015-2020 |
| Nottingham Forest F. C.      | Inglaterra | 2020-2022 |

## Palmarés

### Campeonatos nacionales
| Título              | Club             | País    | Año  |
| ------------------- | ---------------- | ------- | ---- |
| Ligue 2             | F. C. Metz       | Francia | 2007 |
| Superliga de Grecia | Olympiacos F. C. | Grecia  | 2014 |